# Gualeguaychú megye
Gualeguaychú egy megye Argentínában, Entre Ríos tartományban. A megye székhelye Gualeguaychú.

## Települések
Önkormányzatok és települések (Municipios)
- - Gualeguaychú
  - Larroque
  - Urdinarrain
  - Aldea San Antonio
  - Gilbert
  - Pueblo General Belgrano

Vidéki központok ( centros rurales de población)
- - Enrique Carbó
  - Aldea San Juan
  - Costa Uruguay Norte
  - Irazusta
  - Alarcón
  - Faustino M. Parera
  - General Almada
  - Las Mercedes
  - Costa San Antonio
  - Costa Uruguay Sur
  - Cuchilla Redonda
  - Distrito Talitas
  - Estación Escriña
  - Pastor Britos
  - Perdices
  - Rincón del Gato